# Желтолобый южноамериканский виреон
Желтолобый южноамериканский виреон (лат. Vireo sclateri) — вид воробьинообразных птиц из семейства виреоновых. Видовой эпитет присвоен в честь Филипа Склейтера.

## Распространение
Обитают в Венесуэле и сопредельных районах Гайаны (запад страны) и Бразилии (север), а также в Суринаме (где вид редок и его представителей впервые наблюдали в 2005 году). Живут во влажных горных лесах и на опушках.

## Описание
Длина тела 12 см, вес 10—12,5 г. У самцов серые корона и затылок, а верхняя часть тела оливково-зелёная.

## Биология
Информация о рационе отсутствует. Представители вида активно ищут пищу под пологом или на нижних ярусах леса.
МСОП присвоил виду охранный статус LC.